# Seafield Tower
Seafield Tower ist die Ruine einer Niederungsburg (Tower House) an der Nordseeküste der schottischen Council Area Fife. Der im 16. Jahrhundert aus örtlichem roten Sandstein errichtete Turm liegt zwischen den Ortschaften Kinghorn und Kirkcaldy. An ihm vorbei führt der Fife Coastal Path.

## Geschichte
Die Ländereien von Seafield und Markinch erhielt Robert Multrare 1493 von König Jakob II. Die Ländereien und das Tower House blieben bis 1631 in Händen der Familie Multrare (oder Moultrie). Dann wurden sie an den damaligen Erzbischof von Glasgow, James Law, verkauft. Mit Laws Tod 1632 ging das Eigentum an dem Turm verloren, er fiel in die Hände der Familie Methven. Der letzte Eigentümer war Methven of Raith, der ihn 1733 aufgab.
Der Turm soll fünf Stockwerke hoch gewesen sein, 2,5 Meter dicke Mauern gehabt haben und eine Innenraumfläche von 6,09 Metern × 4,27 Metern.
Zwischen 1973 und 2015 hatte Historic Scotland die Überreste des Turms als historisches Bauwerk der Kategorie B gelistet. 2015 wurde der Turm aus dieser Liste gestrichen, da er seit 2003 in ein umfangreicheres Gebiet um den Turm integriert worden war, das seit 1937 als Scheduled Monument galt.